# Chrysler Newport
Der Chrysler Newport war ein Full-Size-Fahrzeug des US-amerikanischen Automobilherstellers Chrysler, das von 1961 bis 1981 in fünf Generationen in Großserie gefertigt wurde. Innerhalb der Marke Chrysler war der Newport zumeist das Einsteigermodell. In einigen Modelljahren erfolgte eine weitere Ausdifferenzierung in die Baureihen Newport Custom (1967 bis 1976) und Newport Royal (1971 und 1972). Vor 1961 war der Begriff Newport bereits als Zusatzbezeichnung für unterschiedliche Ausstattungslinien anderer Chrysler-Modelle verwendet worden. 1941 trug ein Aufsehen erregendes Showcar die Modellbezeichnung Chrysler Newport Phaeton.

## Newport Phaeton

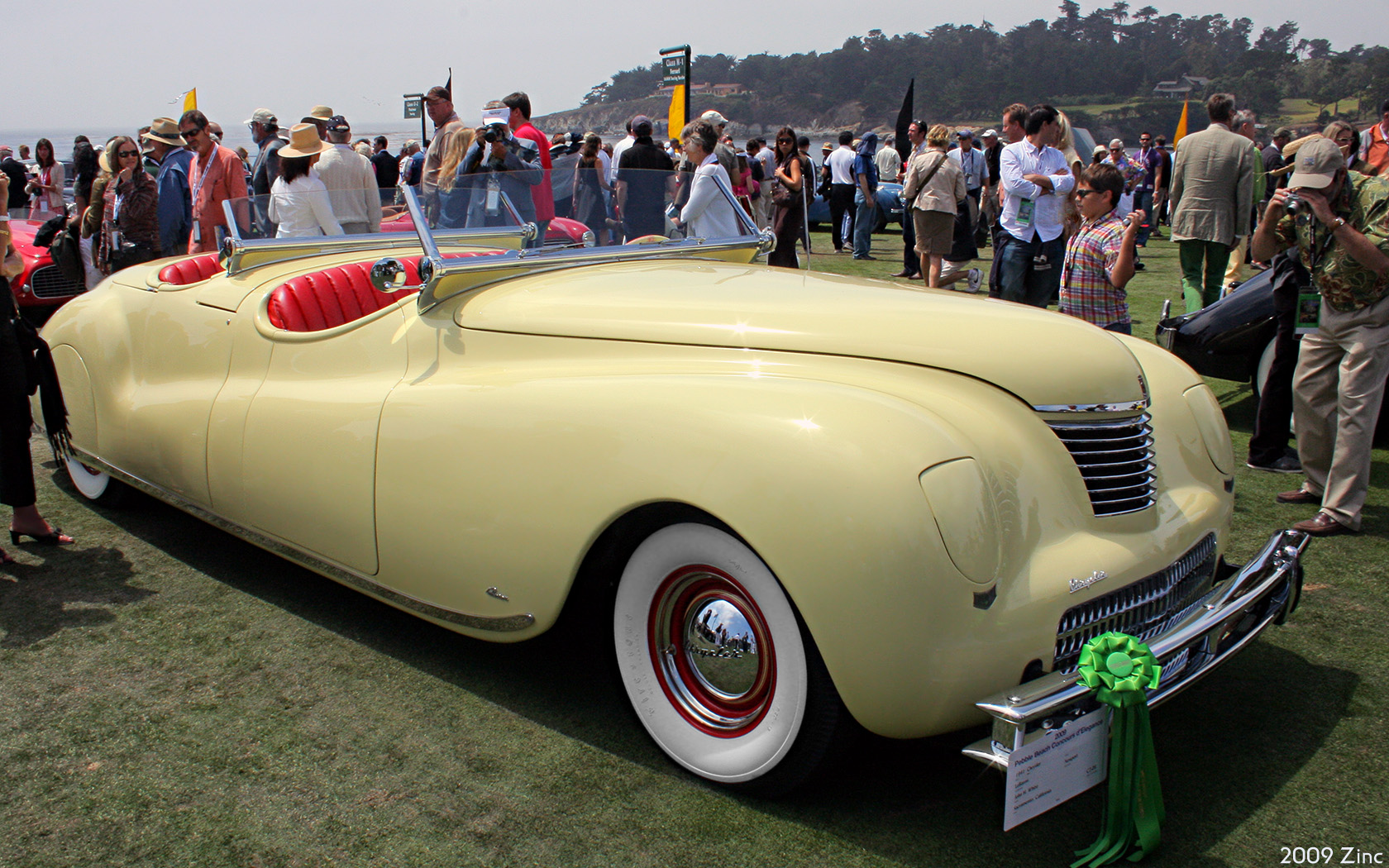
Chrysler Newport Phaeton (1941)

Der erste Newport, offiziell Chrysler Newport Phaeton genannt, war ein reines Showcar. Entworfen und gebaut wurde es in Zusammenarbeit mit dem Karosseriehersteller LeBaron, der zu dieser Zeit bereits der Briggs Manufacturing Company gehörte. Verantwortlich für das Design des Newport war Ralph Roberts. Das Auto basierte auf dem verlängerten Fahrgestell des Serienmodells New Yorker. Interessant ist die moderne Interpretation der zu diesem Zeitpunkt bereits verschwundenen Karosserieform Dual Cowl Phaeton, zu der ein Stoffverdeck und separate Windschutzscheiben für jede Sitzreihe gehörten. Zusammen mit dem gleichzeitig entwickelten Prototyp Thunderbolt, der ein hydraulisch versenkbares Metalldach hatte, gehörte der Newport Phaeton zu den ersten Fahrzeugen mit versenkbaren Scheinwerfern. Das Konzept orientierte sich am Vorbild des Cord 810/812 (1935–37). Die Chrysler Corporation übernahm die versenkbaren Scheinwerfer 1942 für die Serienmodelle der Konzernmarke DeSoto, griff dieses Designelement aber nach dem Ende des Zweiten Weltkriegs zunächst nicht wieder auf.
Der Newport Phaeton wurde 1940 bis 1941 in nur sechs – nach anderen Quellen: fünf – Exemplaren gebaut. Eine Serienfertigung war nicht vorgesehen. Zu einem freien Verkauf kam es nicht; die Wagen wurden stattdessen an besondere Interessenten vergeben. Ein Newport Phaeton ging an den Firmengründer Walter Chrysler, ein anderer an die Schauspielerin Lana Turner.
Einem Newport Phaeton diente 1941 als Pace Car beim 500-Meilen-Rennen von Indianapolis. Dies war das einzige Jahr in der Geschichte der Veranstaltung, in dem kein Serienmodell für diesen Zweck ausgewählt wurde.

## Windsor Newport und New Yorker Newport

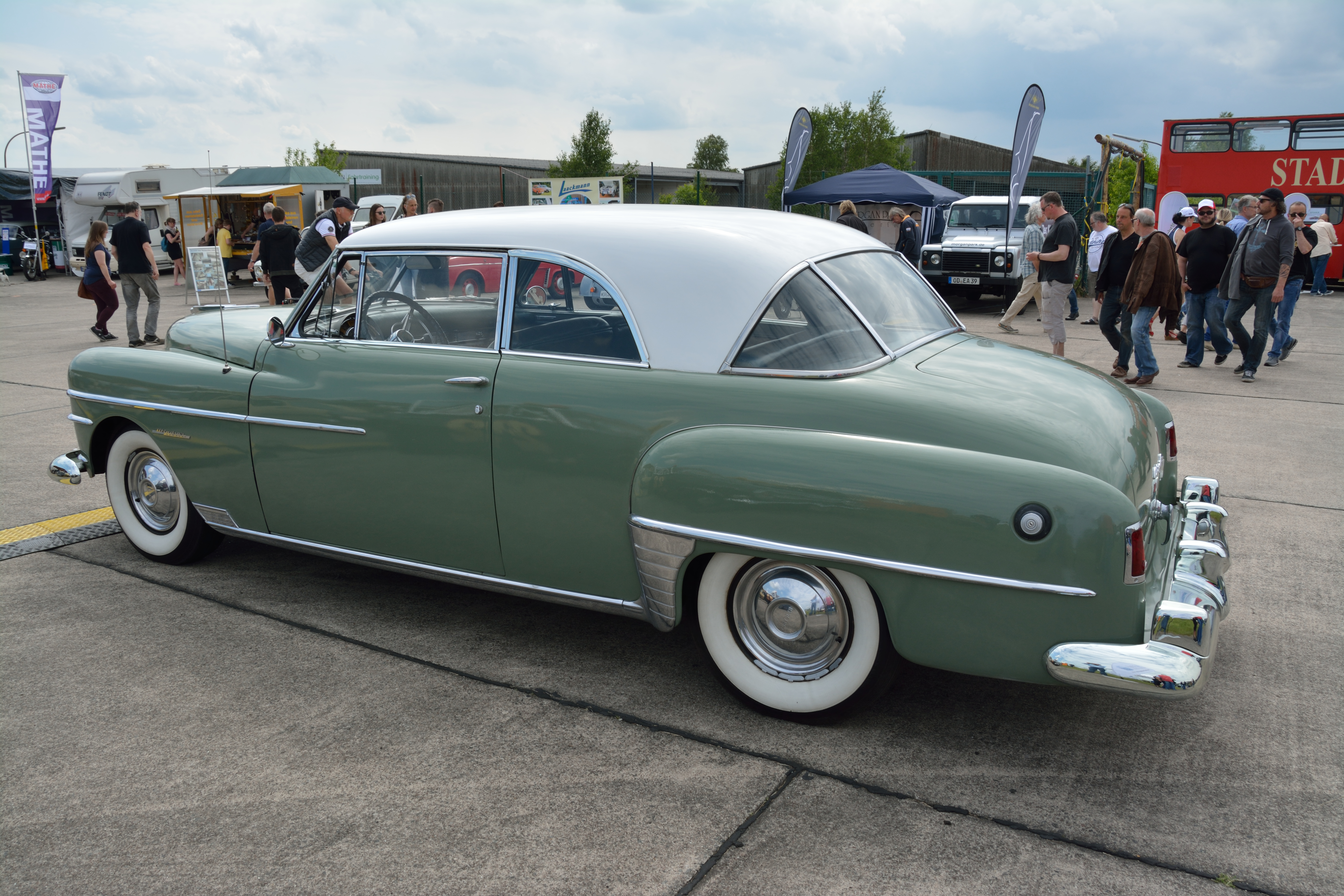
Chrysler Windsor Newport (1953)

In den 1950er-Jahren war der Newport kein eigenständiges Modell. Von 1950 bis 1956 nutzte Chrysler den Begriff Newport als Zusatzbezeichnung für die zweitürigen Hardtop-Coupés verschiedener Baureihen. Die Positionierung der Newport-Version unterschied sich in den einzelnen Jahren erheblich.
1950 sowie von 1953 bis 1956 erschien die Bezeichnung Newport für Coupé-Versionen des Windsor, Chryslers preiswertester Baureihe. Innerhalb dieser Baureihe war das Newport Coupé das teurere der beiden angebotenen Coupé-Versionen. Sein Preis lag 1950 etwa 330 US-$ und ab 1954 etwa 120 US-$ über den als Club Coupé bzw. (ab 1956) Nassau Coupé bezeichneten Basismodellen.
Von 1950 bis 1956 bot Chrysler auch in den höheren Baureihen Saratoga, New Yorker und Imperial Newport genannte Coupé-Versionen an. Auch hier war die Newport-Version zunächst das teuerste Coupé; 1955 und 1956 allerdings war, nachdem das einfache Club Coupé entfallen war, der Newport der preiswerteste Zweitürer; die höherwertige Version hieß in diesen Jahren St. Regis. 1956 erschien in den Baureihen Windsor und New Yorker schließlich auch eine viertürige Limousine mit der Bezeichnung Newport. Ihr Preis lag in beiden Baureihen etwa 320 US-$ über dem Basis-Viertürer.
Nachdem Chrysler 1955 seine höchste Modellreihe Imperial zu einer eigenständigen Marke gemacht hatte, verwendete auch Imperial die Bezeichnung Newport für die Coupés der Modelljahre 1955 und 1956.
Mit der Einführung des von Virgil Exner entworfenen Forward Look zum Modelljahr 1957 entfiel die (Zusatz-)Bezeichnung Newport bei allen Konzernmarken.

## Newport (1961–1964)

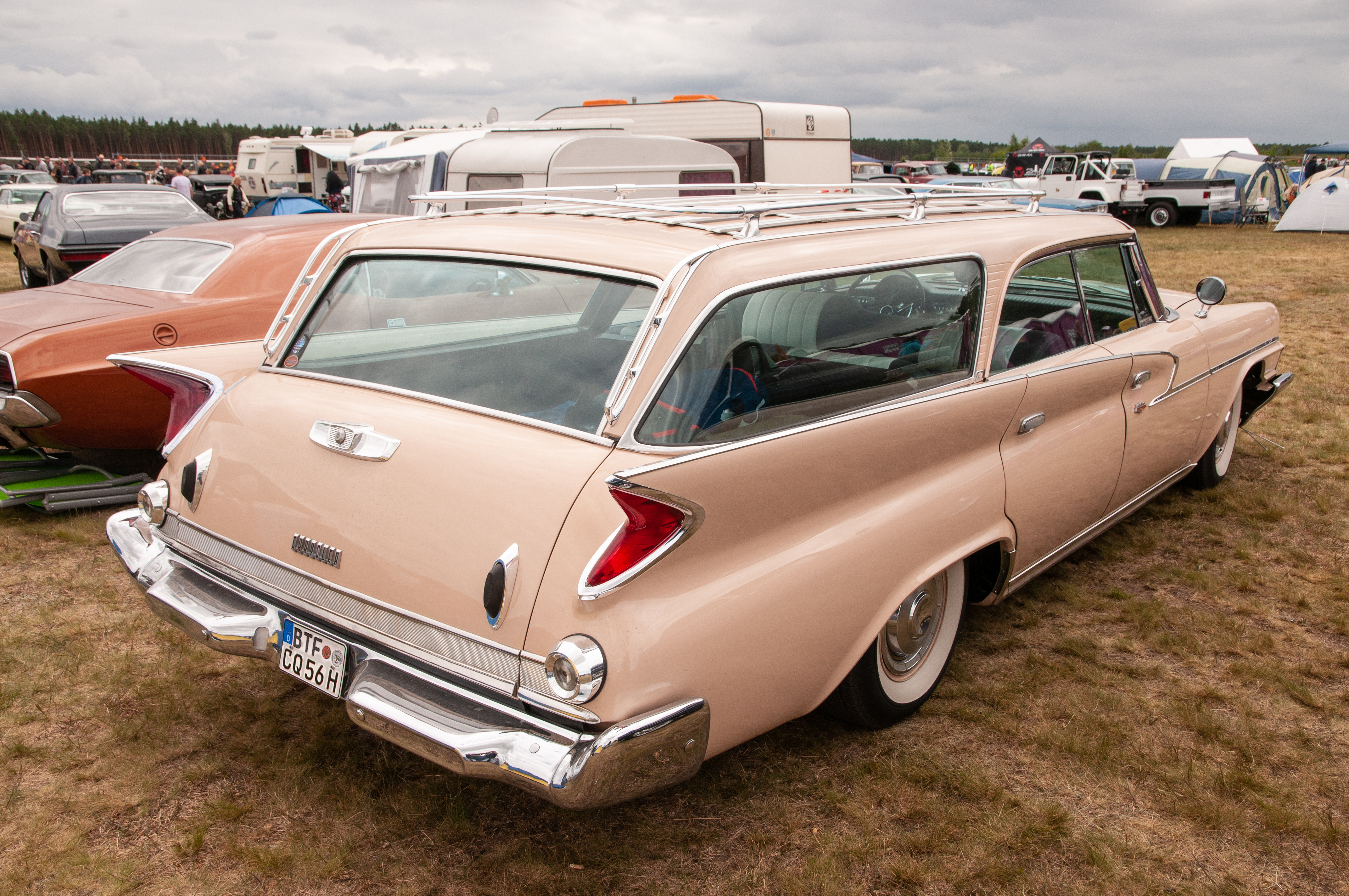
Kombi mit Heckflossen

Zum Modelljahr 1961 erschien der Name Newport wieder im Programm der Marke Chrysler. Anders als bisher, bezeichnete er nun eine eigenständige Modellreihe. Anlass für die Wiedereinführung des Namens war eine Umstrukturierung von Chryslers Modellpalette. Für die mittlere Baureihe ließ Chrysler den bisherigen Namen Saratoga fallen. Die mittlere Baureihe erhielt ab 1961 den Namen Windsor, der bislang für die Basis-Modelle verwendet worden war. Die einfachste und preiswerteste Chrysler-Reihe wurde daraufhin Newport genannt.

### Technik und Design
Technisch und stilistisch entsprach der Newport weitgehend dem Chrysler Windsor. Wie sein Schwestermodell ruhte der Newport auf einem Chassis mit 3099 mm Radstand, größer war lediglich Chryslers Spitzenmodell New Yorker, dessen Radstand um vier Zoll (10 cm) länger war, sowie die Fahrzeuge von Imperial, der Spitzenmarke des Konzerns. Der Newport hatte den kleinsten der drei von Chrysler angebotenen Motoren. Sein Hubraum betrug 5916 cm³ (361 Kubikzoll); er leistete 265 bhp (195 kW) bei 4400 min−1. Zur Newport-Baureihe gehörten ein zweitüriges Coupé, ein zweitüriges Cabriolet, eine viertürige Limousine sowie der als Town & Country bezeichnete Kombi mit sechs oder neun Sitzplätzen. Die Preise lagen etwa 300 US-$ unterhalb derer der mittleren Chrysler-Baureihe.

### Modellentwicklung
Die erste eigenständige Newport-Generation umfasst die Modelljahre 1961 bis 1964. In dieser Zeit nahm Chrysler kaum technische Modifikationen vor, allerdings änderte sich das Karosseriedesign in Details von Jahr zu Jahr. Die stilistische Entwicklung des Newport entsprach der der teureren Schwestermodelle.
- Im Modelljahr 1961 hatte der Newport – wie der Windsor und der New Yorker – einen trapezförmigen Kühlergrill und schräggestellte Doppelscheinwerfer. Mit ihnen griff Chrysler die sogenannten Chinese Eyes auf, ein Thema, das der norwegische Designer Vilhelm Koren 1959 für die Park-Ward-Version des Bentley S2 Continental entwickelt hatte. Die Heckflossen waren extrem spitz ausgelegt, was nach Ansicht von Ralph Nader erhebliche Verletzungsgefahren mit sich brachte.[3]

- 1962 verlor der Newport seine Heckflossen, während seine Front unverändert blieb. Aufgrund der nun fehlenden Heckflossen wurde der Newport – wie Chryslers Schwestermodelle – als „gerupftes Huhn“ („plucked Chicken“) verspottet.[2] Im Vergleich zum Vorjahr stieg der Absatz der Newport-Modelle um fast 50 Prozent an. Diese Verbesserung ist allerdings nicht nur durch die Veränderung des Heckdesigns zu erklären, sondern auch dadurch, dass der Konzern kurz zuvor die preislich vergleichbar positionierte Marke DeSoto eingestellt hatte.

- Zum Modelljahr 1963 änderte sich die Frontgestaltung aller Chrysler-Modelle. Die bislang schräg eingesetzten Scheinwerfer wichen nebeneinander montierten Exemplaren. Die Gürtellinie setzte sich – inspiriert vom Chevrolet Corvair – an der Fahrzeugfront fort. Die runden Rücklichter des Vorjahresmodells wurden, wie auch der trapezförmige Kühlergrill, übernommen.

- Auch 1964 gab es nur kosmetische Änderungen: Der Kühlergrill erhielt ein massives Kreuz aus Chromstäben mit einem Chrysler-Emblem in der Mitte. Die runden Heckleuchten des Vorjahres wichen rechteckigen Ausführungen.

### Produktion
Die erste Generation des Newport war in den Jahren 1961 bis 1964 jeweils die erfolgreichste Modellreihe innerhalb der Marke Chrysler. Sie bot – im Gegensatz zum Spitzenmodell New Yorker – sämtliche Karosserieversionen an. Das erfolgreichste Einzelmodell war in jedem Jahr die viertürige Limousine, während das Cabriolet das teuerste und zugleich am wenigsten nachgefragte Modell war. Innerhalb der vierjährigen Produktionszeit der ersten Newport-Generation war das letzte Baujahr das erfolgreichste.
| 1961 | RC-1-L | 9405  | 2135 | 7789 | 34370 | 1832 | 1571 | 57102 |
| 1962 | SC-1-L | 11910 | 2051 | 8712 | 54813 | 3271 | 2363 | 83120 |
| 1963 | TC-1-L | 9809  | 2093 | 8437 | 49067 | 3618 | 2948 | 75922 |
| 1964 | VC-1-L | 10579 | 2176 | 9710 | 55957 | 3720 | 3041 | 85183 |

## Newport (1965–1968)
Mit dem Modelljahr 1965 stellte Chrysler konzernweit die Full-Size-Modelle auf die neu entwickelte C-Plattform um; ausgenommen war davon nur die Marke Imperial. Ab 1965 basierten alle Modelle der Marke Chrysler auf dieser Konstruktion. Das galt auch für die zweite Generation des Newport, die weiterhin die preiswerteste Reihe innerhalb der Marke Chrysler unterhalb des 300, der den Windsor ersetzt hatte, und des New Yorker war. 1967 kam der Newport Custom als eigene Modellreihe hinzu.

### Technik und Design
Chryslers Modelle Newport, 300 und New Yorker waren technisch und äußerlich nahezu vollständig identisch; sie unterschieden sich nur durch die Motorisierung und das Ausstattungsniveau voneinander. Auch die Längen waren identisch. Hatten sich die Baureihen der Marke Chrysler bislang durch unterschiedlich lange Radstände voneinander unterschieden, so hatten ab 1965 alle Baureihen den gleichen, auf 3150 mm verlängerten Radstand. Eine Ausnahme waren nur die Kombimodelle aller Baureihen, die weiterhin den kürzeren Radstand von 3099 mm nutzten. Serienmäßig war der Newport mit der leistungsschwächsten Variante des 6276 cm³ (383 Kubikzoll) großen Achtzylinder-V-Motors ausgestattet, die anfänglich 270 und im letzten Jahr 290 SAE-PS leistete. Ab 1966 war eine 325 SAE-PS starke Version dieses Motors wahlweise erhältlich, 1967 dann für alle Karosserieversionen mit Ausnahme des Kombi zusätzlich noch ein 7,2 Liter großer Achtzylinder-V-Motor (440 Kubikzoll) mit einer Leistung von 375 SAE-PS. Die Kraftübertragung übernahm serienmäßig ein handgeschaltetes Dreiganggetriebe; eine Dreigangautomatik, die in den höherwertigen Modellen serienmäßig war, war beim Newport eine aufpreispflichtige Option. Die vorderen Räder waren einzeln aufgehängt und mit Drehstabfedern verbunden, hinten hatten die C-Bodies Blattfedern.
Der Newport teilte sich die Karosserie mit den übrigen Chrysler-Modellen. Das Design war komplett neu. Es zeichnete sich durch niedrige, lang gestreckte Linien und eine waagerecht verlaufende Gürtellinie aus. Im Bereich der vorderen Stoßstangen griff Chrysler die eckigen Formen des zeitgenössischen Lincoln Continental auf. Die Wagenflanken waren konkav geformt, und die hinteren Räder waren teilweise durch Blenden verdeckt.
Innerhalb der Marke Chrysler bot der Newport die vielfältigste Karosseriepalette an. Neben dem zweitürigen Coupé und dem zweitürigen Cabriolet gab es eine viertürige Limousine mit vier Seitenfenstern sowie – 1965 und 1966 – eine Limousine mit sechs Seitenfenstern, die 1965 die Zusatzbezeichnung Town Sedan trug. Hinzu kamen wiederum die als Town & Country bezeichneten Kombis mit sechs und neun Sitzplätzen. Besonders markant war die Gestaltung der Dachabschlüsse. Der Aufbau der Limousine folgte streng der Trapezlinie; die C-Säule hatte die Form eines schräg stehenden, zur Windschutzscheibe hin geneigten Rechtecks. Im Fall des Coupés war die C-Säule in den ersten beiden Jahren unten an der Gürtellinie schmaler als oben am Dachbereich, hatten also die Form eines auf der Spitze stehenden Dreiecks. Zum Modelljahr 1967 wurde das Coupé neu gestaltet. Die C-Säule war wiederum dreiecksförmig; die beiden Ankatheten trafen sich allerdings oben am Dachabschluss.
Eine besondere Designvariante war die Woodgrain-Option, die im letzten Modelljahr der zweiten Newport-Generation angeboten wurde. Sie beinhaltete Holzimitate für die Wagenflanken. Diese Option wurde nur für die Coupés und Cabriolets angeboten.

### Modellentwicklung
Wie schon in der vorangegangenen Generation, änderte sich das Design des Newport in Detailbereichen jährlich.
- Im ersten Jahr der neuen Modellgeneration erhielt der Grill eine leichte Pfeilform. Er erstreckte sich über die gesamte Fahrzeugbreite. Die Doppelscheinwerfer waren integriert.
- Wenige kosmetische Änderungen gab es für das Modelljahr 1966. Die Rückleuchten wurden etwas breiter und der Kühlergrill erhielt eine horizontale Chromspange.
- Im Modelljahr 1967 erhielten die Hardtop-Modelle des Newport serienmäßig vinylbezogene Dächer und breitere C-Säulen, damit sie dem Cabriolet ähnlicher sahen.
- 1968 wurden kleine Positionslampen seitlich an den Kotflügeln angebracht, rot hinten und gelb vorne, wie sie die US-amerikanische Straßenverkehrsordnung ab diesem Jahr vorschrieb. Die Doppelscheinwerfer saßen noch weiter im Kühlergrill zurückgesetzt, der in diesem Jahr besonders stark konturiert war.

### Newport Custom

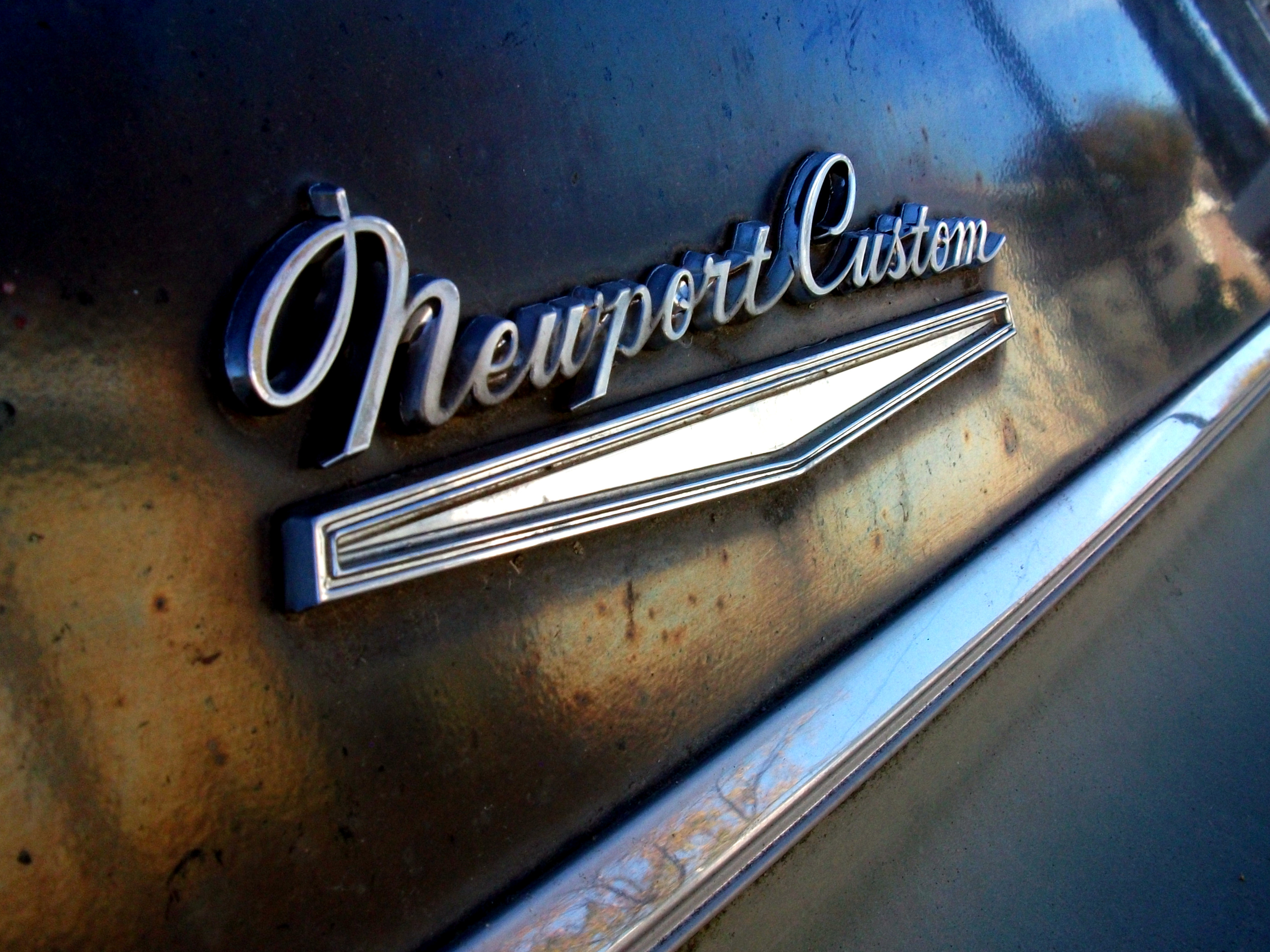
1967 neu: Newport Custom

Zum Modelljahr 1967 führte Chrysler den Newport Custom ein, der formal eine eigenständige Modellreihe darstellte. Er lag preislich zwischen dem regulären Newport und dem 300. Mit der Einführung des Custom erhöhte sich die Preisdifferenz zwischen dem Basismodell des Newport und dem 300. War der 300 bislang etwa 500 US-$ teurer gewesen als der Newport, so betrug die Spanne zwischen beiden Modellen nun gut 700 US-$. Im Modelljahr 1967 war der Newport Custom war etwa 200 US-$ teurer als der Basis-Newport und 500 US-$ günstiger als der 300.
Äußerlich war der Custom mit dem regulären Newport identisch, er hatte allerdings eine geringfügig bessere Ausstattung. Der Newport Custom war nicht in allen Karosserieversionen erhältlich. Das Angebot beschränkte sich auf die beiden viertürigen Limousinen mit vier Seitenfenstern sowie das zweitürige Coupé.

### Produktion
| Produktionszahlen | Produktionszahlen | Produktionszahlen | Produktionszahlen | Produktionszahlen  | Produktionszahlen    | Produktionszahlen | Produktionszahlen | Produktionszahlen | Produktionszahlen | Produktionszahlen       | Produktionszahlen       | Produktionszahlen       | Produktionszahlen       | Produktionszahlen       |
| Chrysler Newport  | Chrysler Newport  | Chrysler Newport  | Chrysler Newport  | Chrysler Newport   | Chrysler Newport     | Chrysler Newport  | Chrysler Newport  | Chrysler Newport  | Chrysler Newport  | Chrysler Newport Custom | Chrysler Newport Custom | Chrysler Newport Custom | Chrysler Newport Custom | Chrysler Newport Custom |
| Modell- jahr      | Code              | Hardtop-Coupé     | Convertible Coupé | Hardtop-Sedan 4 WD | Four Door Sedan 4 WD | Town Sedan 6 WD   | Wagon 6-Sitzer    | Wagon 9-Sitzer    | Summe             | Code                    | Hardtop-Coupé           | Hardtop-Sedan 4 WD      | Four Door Sedan 4 WD    | Summe                   |
| ----------------- | ----------------- | ----------------- | ----------------- | ------------------ | -------------------- | ----------------- | ----------------- | ----------------- | ----------------- | ----------------------- | ----------------------- | ----------------------- | ----------------------- | ----------------------- |
| 1965              | AC-1-L            | 23655             | 3192              | 17062              | 61054                | 12411             | 4683              | 3738              | 125795            |                         |                         |                         |                         |                         |
| 1966              | BC-1-L            | 37622             | 3085              | 24966              | 74964                | 9432              | 9035              | 8567              | 167671            |                         |                         |                         |                         |                         |
| 1967              | CC-1-E            | 26583             | 2891              | 14247              | 48945                | –                 | 7183              | 7520              | 107369            | CC-1-L                  | 14193                   | 12728                   | 23101                   | 50022                   |
| 1968              | DC-1-E            | 36768             | 2847              | 20191              | 61436                | –                 | 9908              | 12223             | 143373            | DC-1-L                  | 10341                   | 11640                   | 16915                   | 38896                   |

## Newport (1969–1973)
Die dritte Generation des Newport erschien zum Modelljahr 1969. Das Fahrzeug basierte nach wie vor auf der technisch unveränderten C-Plattform, hatte aber wie alle Full-Size-Modelle des Chrysler-Konzerns eine gänzlich neu gestaltete Karosserie. Sie folgte einem Fuselage Styling genannten Designkonzept, das die Linien eines Flugzeugrumpfs aufgreifen sollte. Der Radstand blieb unverändert, allerdings wurden die Autos deutlich länger, schwerer und breiter. Als Karosserieversionen standen eine viertürige Limousine mit durchgehender B-Säule (Sedan) und eine viertürige Hardtop-Limousine (Hardtop Sedan) sowie ein zweitüriges Hardtop-Coupé im Programm; 1969 und 1970 gab es außerdem ein zweitüriges Cabriolet. 
Nach wie vor bot Chrysler neben dem regulären Newport auch die höherwertige Version Newport Custom an. In den Modelljahren 1971 und 1972 wurde die Newport-Reihe noch weiter aufgegliedert. Unterhalb des regulären Newport (mit einem Preisnachlass von etwa 100 US-$) wurde der Newport Royal als Einsteigermodell positioniert. Der Royal war 1972 anstatt des Newport die Basisversion, die Modellbezeichnung entfiel allerdings bereits 1973 wieder.
Die Modellpalette der Newport-Reihe wurde gestrafft. Sie bestand aus einem zweitürigen Hardtop-Coupé, einer viertürigen Hardtop-Limousine ohne und einer viertürigen Limousine mit B-Säule (Mittelpfosten). Diese Karosserievarianten wurden gleichermaßen als Basismodell mit der Bezeichnung Newport und als höherwertige Version mit der Bezeichnung Newport Custom angeboten. 1969 und 1970 gab es darüber hinaus in der Basisversion noch ein zweitüriges Cabriolet, dessen Produktion vor Beginn des Modelljahrs 1971 eingestellt wurde. Bereits ab 1969 entfielen die Kombiversionen des Newport; die Kombis waren nun als Chrysler Town & Country eine eigenständige Modellreihe innerhalb der Marke Chrysler.
Als Motorisierung standen ausschließlich Achtzylinder-V-Motoren zur Verfügung. Einstiegsmotorisierung war 1969 und 1970 ein 6276 cm³ (383 cui) großer Motor der B-Reihe. Als Chrysler die Produktion dieses Motors Ende 1970 einstellte, kam für zwei Jahre ein Small-Block-Motor der LA-Reihe mit 5898 cm³ (360 cui) Hubraum ins Programm. Mittlere Motorisierung war ab 1971 eine 6551 cm³ (400 cui) große Variante der B-Reihe, die 1971 und 1972 die mittlere Linie und 1973 die Einstiegsmotorisierung darstellte. Als stärkste Motoren standen in allen Modelljahren Varianten des 7206 cm³ (440 cui) großen Big Block aus der RB-Reihe im Programm.
Die Leistungsangaben variierten in dieser Zeit von Jahr zu Jahr. Grund hierfür waren einerseits schrittweise strenger werdende Abgasanforderungen, andererseits die von 1971 auf 1972 vorgenommene Umstellung von Brutto- auf Netto-PS.
Das Modell wurde in fünf Jahren mehr als 660.000 mal gebaut. Neben den regulären Newport-Varianten gab es in einzelnen Jahren speziell ausgestattete Sondermodelle wie den Newport Cordoba (1970) und den Newport Navajo Special Edition.

## Newport (1974–1978)
Die vierte Newport-Generation, die zum Modelljahr 1974 vorgestellt wurde, basierte erneut auf der 1965 vorgestellten C-Plattform. Sie war als einfacher Newport und bis 1977 auch als besser ausgestatteter Newport Custom erhältlich.
Technisch hatte Chrysler die C-Plattform für die neue Full-Size-Generation nur geringfügig überarbeitet.Einige Modifikationen gab es im Hinblick auf Geräuschdämmung und Fahrverhalten, abgesehen davon aber weder die Dimensionen noch die Grundstrukturen geändert. Die Wagen waren länger als ihre Vorgänger und zudem noch einmal 100 bis 200 kg schwerer geworden: Ein viertüriger Hardtop-Sedan wog leer 1975 etwa 2250 kg.
Die Karosserie war neu gestaltet. Sie stimmte weitgehend mit den teureren Modellen Chrysler New Yorker und dem Imperial LeBaron überein. Der Newport stand als zweitüriges Coupé und als viertürige Stufenhecklimousine mit selbsttragender Karosserie („Unibody“) im Programm. Die Stufenhecklimousine war in den meisten Modelljahren in zwei Bauformen erhältlich: In allen Modelljahren konnte sie als Hardtop Sedan ohne durchgehende B-Säule bestellt werden; von 1974 bis 1977 war alternativ der Four Door Sedan mit durchgehender B-Säule erhältlich. Der Four Door Sedan mit durchgehender B-Säule hat eine leicht abweichende Dachlinie: Die Abschlusslinie der C-Säule steht steiler als beim Hardtop Sedan, und das Dach ist im hinteren Bereich geringfügig höher. stilistische Detailänderungen gab es im Laufe der Jahre insbesondere an der Heckpartie: In den Modelljahren 1974 und 1975 hatten alle Newport-Versionen gleichermaßen schmale, senkrecht angeordnete Rückleuchten. Zum Modelljahr 1976 übernahm der Newport Custom – nicht aber der einfache Newport – die Heckmaske des bisherigen New Yorker, während der einfache Newport die senkrecht angeordneten schmalen Rückleuchten beibehielt.
Der Newport dieser Generation war ausschließlich mit Achtzylinder-V-Motoren erhältlich. Standardmotorisierung war in allen Modelljahren eine 6551 cm³ (400 cui) große Variante des Big-Block-Motors aus der B-Serie. Gegen Aufpreis gab es eine Version dieses Motors mit 7206 cm³ (440 cui) Hubraum, die im teureren Chrysler New Yorker in fast allen Modelljahren die Standardmotorisierung war. Alternativ konnten die Käufer außerdem jeweils eine 5898 cm³ (360 cui) große Variante des Small-Block-Motors aus Chryslers LA-Reihe bestellen, die im New Yorker erst 1978 verfügbar war. Die kleinere LA-Version mit 5210 cm³ (318 cui), die unter anderem im Plymouth Gran Fury erhältlich war, gab es beim Chrysler Newport nicht. Die Leistungsdaten der Motoren variieren in den einzelnen Modelljahren in Abhängigkeit von strenger werdenden Emissionsschutz- und Verbrauchsbestimmungen.
Die vierte Generation des Newport gilt – wie die Schwestermodelle bei Chrysler, Dodge, Imperial und Plymouth – als Musterbeispiel für ein gut gemachtes Auto, das zur falschen Zeit kam. Der Absatz aller Full-Size-Modelle des Chrysler-Konzerns litt unter den Einflüssen der ersten Ölkrise, die kurz nach der Präsentation der Modellfamilie ausbrach. 1975 hatten sich die Verkaufszahlen des Newport gegenüber 1973 halbiert, im letzten Produktionsjahr, als die Modellpalette auf zwei Karosserieversionen zurückgegangen war, entstanden nicht einmal mehr 40.000 Exemplare.

## Newport (1979–1981)
1979 erschien ein völlig neuer Newport, den es nur noch als viertürige Limousine gab. Das Fahrzeug basierte auf der Chrysler R-Plattform. Ebenso wie seine Mitbewerber auf dem amerikanischen Markt, beispielsweise der Chevrolet Caprice oder Ford LTD, war er kleiner und auch deutlich leichter geworden, allerdings hatte Chrysler seine Fullsize-Modelle nicht in gleichem Maße verkleinert wie es General Motors und Ford getan hatten. Der Newport war weitgehend baugleich mit dem Dodge St. Regis und – abgesehen von einem geänderten Kühlergrill und besserer Ausstattung – identisch mit dem ein Jahr später vorgestellten Plymouth Gran Fury. Chrysler positionierte den Newport oberhalb des Dodge und des Plymouth; nur der luxuriös ausgestattete und deutlich teurere Chrysler New Yorker nahm eine höhere Stellung im Gefüge der Fullsize-Modelle ein.
Der Chrysler Newport war auf dem amerikanischen Markt ebenso erfolglos wie die Parallelmodelle von Dodge und Plymouth. Die Erfolge, die General Motors 1977 mit der verkleinerten B-Plattform erzielte und die Ford ein Jahr später mit dem LTD wiederholte, erreichte Chrysler nicht ansatzweise. Die Gründe hierfür waren vielschichtig. Zunächst erwies sich Chryslers Downsizing-Programm als halbherzig; die Änderungen gegenüber den Vorgängermodellen reduzierten den Benzinverbrauch nur unzureichend. Als nachteilig erwies sich auch der Umstand, dass der verkleinerte Newport zwei Jahre zu spät auf dem Markt erschienen war: Kurz nach seiner Präsentation Ende 1978 begann die zweite Ölkrise, die generell das Interesse an großen Fahrzeugen empfindlich zurückgehen ließ. Die mangelhafte Fertigungsqualität des Newport sowie der beschädigte Ruf Chryslers infolge der finanziellen Krise des Unternehmens verhinderten zudem ein ausreichendes Käuferinteresse. Nach nur etwas mehr als zwei Jahren wurde der Newport endgültig aus dem Modellprogramm gestrichen. Seine Position in Chryslers Portfolio nahm das deutlich kleinere, aber nicht wesentlich erfolgreichere Frontantriebsmodell Chrysler E Class ein, das auf der K-Plattform beruhte und mit dem Dodge Aries bzw. dem Plymouth Reliant eng verwandt war.